# Aulonopygus aculeatus
Aulonopygus aculeatus är en mångfotingart som beskrevs av Carl Graf Attems 1914. Aulonopygus aculeatus ingår i släktet Aulonopygus och familjen Spirostreptidae. Utöver nominatformen finns också underarten A. a. barbieri.